# Liste vor- und frühgeschichtlicher archäologischer Fundplätze auf Sardinien
Liste vor- und frühgeschichtlicher archäologischer Fundplätze auf Sardinien

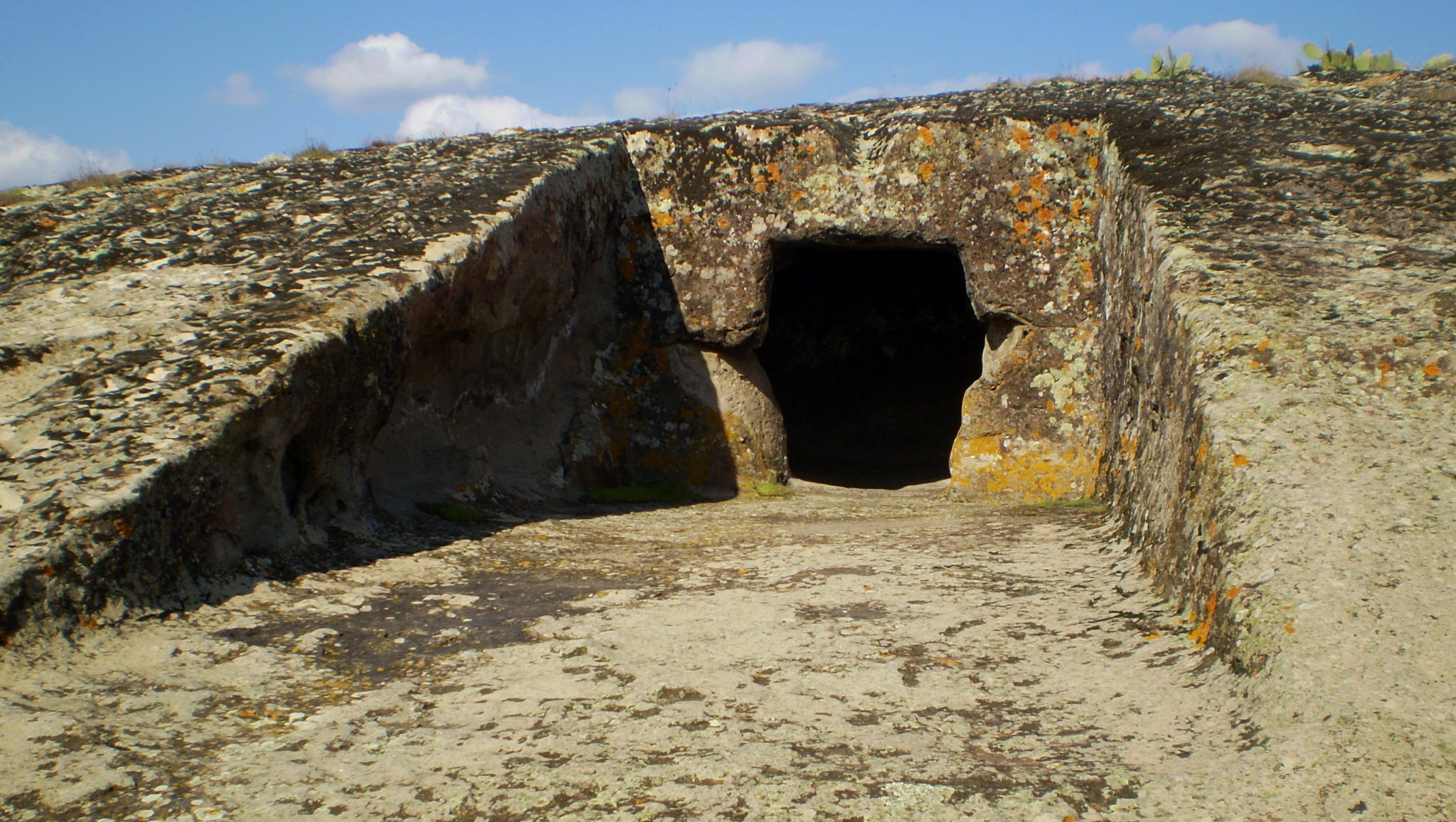
Eine Domus von Genna Salixi mit Dromos

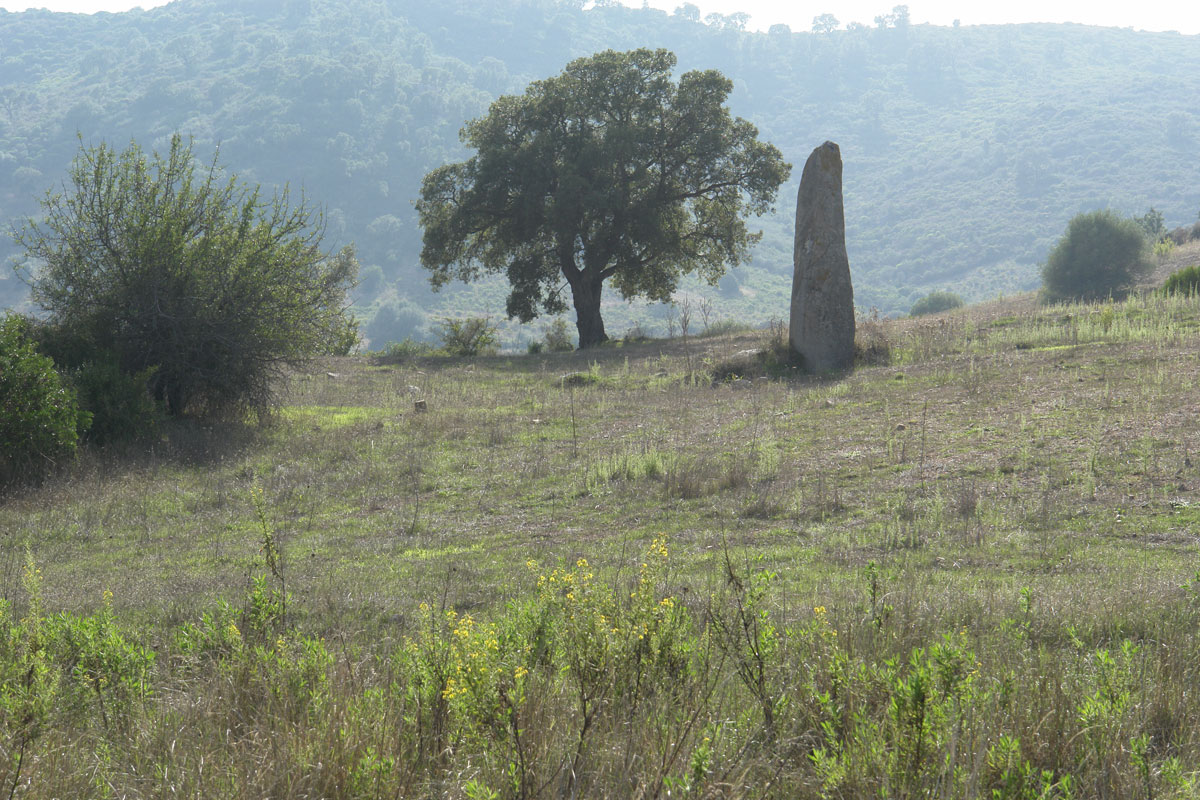
Menhir von Tortoli

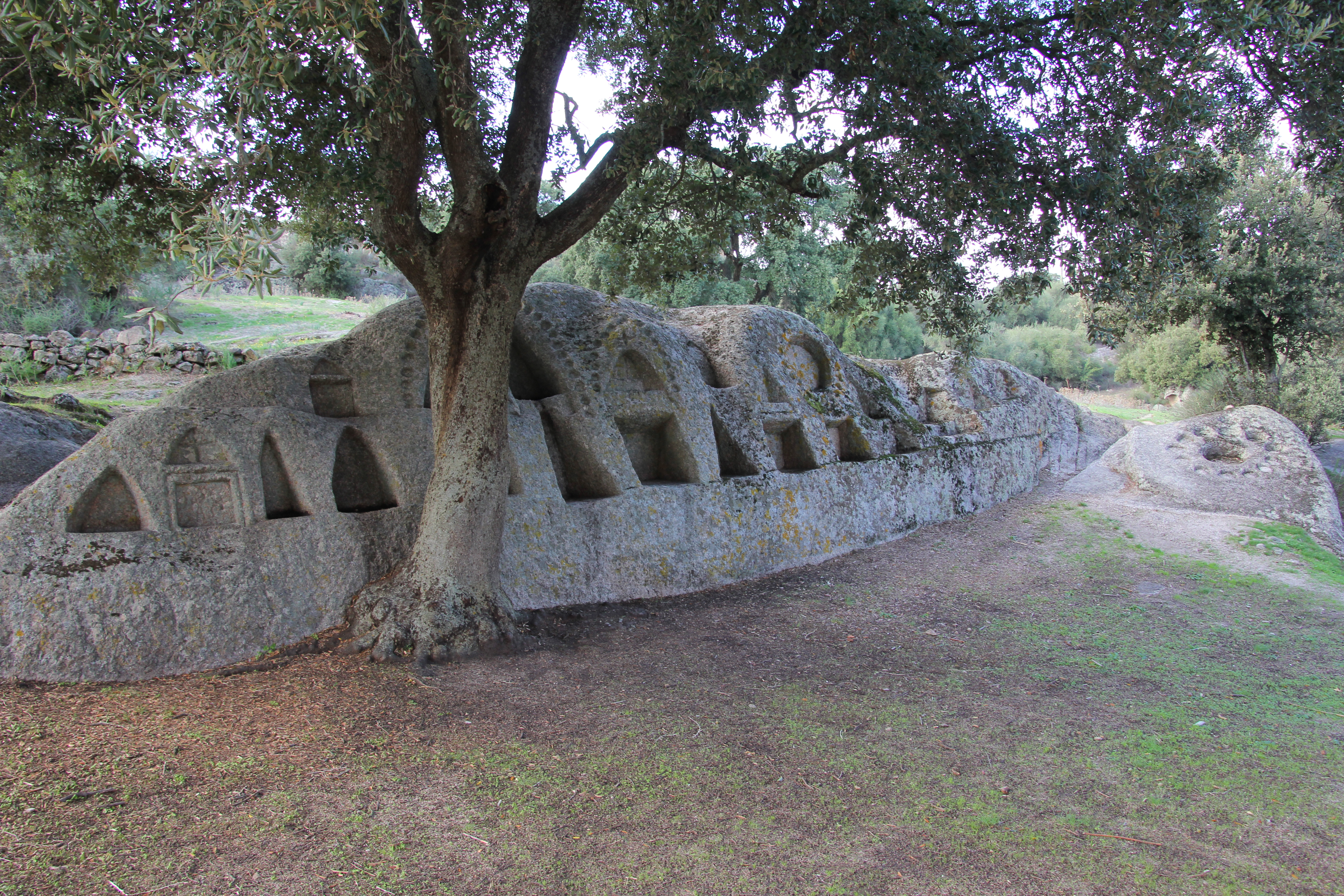
Altare rupestre di Santo Stefano

In Klammern die neuen, amtlichen Provinzen
- Liste archäologischer Museen auf Sardinien Übersicht
- Dolmen auf Sardinien Übersicht

- Abini bei Teti, Nuraghensiedlung (NU)
- Adoni, bei Villanova Tulo, Nuraghe (Provinz Sud Sardegna)
- Agnu, bei Calangianus, Protonuraghe (MS)
- Aiòdda bei Nurallao, Gigantengrab (Provinz Sud Sardegna)
- Albucciu bei Arzachena, Protonuraghe (MS)
- Anghelu Ruju bei Alghero, Domus de Janas (MS)
- Antigori bei Sarroch, Nuraghe (Provinz Sud Sardegna)
- Aquädukt Sa Rughitulla bei Olbia, römisch (MS)
- Dolmen Arbu 1 + 2, bei Birori, Dolmen (NU)
- Ardasai bei Seui, Nuraghe (OG )
- Armungia, Nuraghe (Provinz Sud sardegna )
- Arrubiu bei Orroli, Nuraghe (Provinz Sud Sardegna)
- Asoru bei San Vito, Nuraghe (Provinz Sud Sardegna)
- Barrancu Mannu bei Santadi, Gigantengrab (Provinz Sud Sardegna)
- Bidil ’e Pira bei Paulilatino, Gigantengrab (OR)
- Bidistili bei Fonni, Gigantengrab (NU)
- Bingia ’e Monti bei Gonnostramatza, Hybridanlage (OR)
- Binzas bei Padria, Nuraghe (SS)
- Birghines bei Nuoro Domus de Janas (NU)
- Biristeddi bei Galtelli, Gigantengrab (NU)
- Biru e’ Concas bei Sorgono, Steinreihe + Menhire (NU)
- Busola bei Borore, Menhire (NU)
- Brodu bei Oniferi, Domus de Janas (NU)
- Brunku Madagui, bei Gesturi, Protonuraghe (Provinz Sud Sardegna)
- Buddusò bei Buddusò, zwei Dolmen (NoS)
- Cabu Abbas bei Olbia, Nuraghenkomplex (NoS)
- Calancoi bei Osilo, Domus de Janas (SS)
- Campu Luntanu bei Florinas, Domus de Janas (SS)
- Cara Bassa und Cardixeddu bei Villa Sant’Antonio, Menhire (OR)
- Carrarzu e Iddia bei Bortigali, Dolmen, Nuraghen (NU)
- Chirisconis bei Suni, Domus de Janas (SS)
- Coddu Vecchiu bei Arzachena, Gigantengrab (SS)
- Conca ’e Mòrtu bei Irgoli, Domus de Janas (NU)
- Coni bei Nuragus Brunnenheiligtum (Provinz Sud Sardegna)
- Cornus bei Cuglieri, pun: Siedlung (OR)
- Corona Moltana, bei Bonnanaro, Domus de Janas (SS)
- Corongiu Maria bei Nurri, Protonuraghe (Provinz Sud Sardegna)
- Corte Noa bei Laconi, Galeriegrab und Menhire (OR)
- Cuccureddus bei Siedlung von Cuccureddus, Nuraghe (Provinz Sud Sardegna)
- Cuccuru Nuraxi bei Settimo San Pietro, Brunnenheiligtum (Provinz Sud Sardegna)
- Cuili Piras bei Muravera, Steinreihen (Provinz Sud Sardegna)
- Curru Tundu bei Villa Sant’Antonio, Menhir (OR)
- Cutinas bei Onifai, Gigantengrab (NU)
- Di Tattinu bei Nuxis, byzantinische Kirche und Brunnenheiligtum (Provinz Sud Sardegna)
- Diana bei Quartu Sant’Elena, Nuraghe (Provinz Sud Sardegna)
- Fort Doladorgiu bei Baunei, Fort (OG)
- Dòmu d’Urxia (Domu de Orgia) bei Esterzili, Sardische Megarontempel (Provinz Sud Sardegna)
- Elighe Onna, bei San Leonardo de Siete Fuentes Nuraghe (OR)
- Enas de Cannuja bei Ittiri, Domus de Janas (SS)
- Nuraghe Fenu bei Pabillonis, Nuraghe (Provinz Sud Sardegna)
- Filiestru bei Mara, Höhle (SS)
- Filigosa bei Macomer, Domus de Janas + Nuraghe Ruju (NU)
- Fonte Niedda bei Perfugas, Brunnenheiligtum (SS)
- Friarosu bei Mogorella, Protonuraghe (OR)
- Front’e Mola bei Thiesi, Protonuraghe (SS)
- Furrighesu bei Sindia, Gigantengrab (NU)
- Funtana bei Ittireddu, Nuraghe (SS)
- Funtana Coberta bei Escalaplano, Brunnenheiligtum (Provinz Sud Sardegna)
- Genna Maria bei Villanovaforru, Großnuraghe (Provinz Sud Sardegna)
- Genna Salixi bei Villa Sant’Antonio, Domus de Janas (OR)
- Goronna bei Paulilatino, Gigantengrab (OR)
- Gremonu bei Fonni, Nuraghendorf mit Megarontempel (NU)
- Gutturu Caddi bei Guasila, Brunnenheiligtum (Provinz Sud Sardegna)
- Nuraghe Iloi bei Sedilo, Nuraghe (OR)
- Gigantengräber von Iloi bei Sedilo, Gigantengräber (OR)
- Imbértighe bei Borore, Gigantengrab (NU)
- Irrù bei Nulvi, Brunnenheiligtum (SS)
- Is Concias bei Quartucciu, Gigantengrab (Provinz Sud Sardegna)
- Is Forrus, bei Villa Sant’Antonio, Domus de Janas (Provinz Sud Sardegna)
- Is Loccis-Santus bei San Giovanni Suergiu, Domus de Janas (Provinz Sud Sardegna)
- Is Paras bei Isili, Nuraghe (Provinz Sud Sardegna)
- Nekropole von Ispiluncas bei Sedilo, Domus de Janas (OR)
- Is Pirois bei Villaputzu, Brunnenheiligtum (Provinz Sud Sardegna)
- Gigantengrab von Iscrallotze bei Aidomaggiore, Gigantengrab (OR)
- Ispiene bei Perfugas, Nuraghe (SS)
- Izzana bei Aggius, Nuraghe (SS)
- La Prisgiona bei Arzachena, Großnuraghe (SS)
- Laccaneddu bei Villanova Monteleone, Gigantengrab (SS)
- Lassia bei Birori, Gigantengrab (NU)
- Nekropole von Li Curuneddi bei La Landrigga, Domus de Janas (SS)
- Li Lolghi bei Arzachena, Gigantengrab (SS)
- Li Mizzani bei Palau, Gigantengrab (SS)
- Li Muri bei Arzachena, Steinkisten (SS)
- Li Paladini bei Calangianus, Quellheiligtum (SS)
- Littos Longos bei Ossi, Domus de Janas ((SS))
- Lò bei Sorgono, Nuraghe (NU)
- Loelle bei Buddusò, Nuraghe (SS)
- Losa bei Abbasanta, Nuraghe (OR)
- Nekropole von Lotzorai, bei Lotzorai, Domus de Janas (OG)
- Lu Brandali bei Santa Teresa di Gallura, multipler Fundplatz (MS)
- Ludurru in Buddusò, Domus de Janas (SS)
- Lugherras bei Paulilatino, Nuraghe (OR)
- Luras bei Luras, vier Dolmen (SS)
- Luzzanas bei Benetutti, Felsengrab (MS)
- Madau bei Fonni, Gigantengrab (NU)
- Madrone bei Silanus, Nuraghe (NU)
- Maiori bei Tempio Pausania, Protonuraghe (SS)
- Malchittu bei Arzachena, Megarontempel (SS)
- Mandra Antine bei Thiesi, Domus de Janas (SS)
- Grab von Mandras bei Ardauli, Domus de Janas (OR)
- Mannu bei Dorgali, Nuraghe (NU)
- Nekropole von Marchianna bei Villaperuccio, Domus de Janas (Provinz Sud Sardegna)
- Maria Frunza, bei Nuoro Domus de Janas (NU)
- Matzanni bei Vallermosa, Nuraghensiedlung, Brunnenheiligtum (Provinz Sud Sardegna)
- Melas, bei Guspini, Nuraghe (Provinz Sud Sardegna)
- Mesu ’e Montes bei Ossi, Domus de Janas (SS)
- Mitza Pidighi bei Solarussa, Quellheiligtum (OR)
- Molafa bei Sassari, Domus de Janas (SS)
- Montalè bei Sassari, Domus de Janas (SS)
- Domus de Janas vom Monte Arista bei Cardedu Domus de Janas (OG)
- Monte Longu bei Dorgali, Dolmen (NU)
- Milis bei Golfo Aranci, Brunnenheiligtum (SS)
- Monte Acuto bei Berchidda, Dolmen (SS)
- Monte Baranta bei Olmedo, Pränuraghische Siedlung (SS)
- Monte d’Accoddi bei Porto Torres, Tempelpyramide (SS)
- Nuraghensiedlung Monte Elias bei Tergu, Nuraghensiedlung (SS)
- Monte Longu bei Dorgali, Dolmen (NU)
- Monte Maone bei Benetutti, Dolmen (SS)
- Monte Sant’Antonio bei Siligo, Nuraghensiedlung (SS)
- Monte Sirai bei Carbonia, punisches Dorf und Nuraghe (Provinz Sud Sardegna)
- Monte Siseri bei Putifigari, Domus de Janas (SS)
- Montessu bei Villaperuccio, Domus de Janas (Provinz Sud Sardegna)
- Morette bei Siligo, Nuraghe (SS)
- Moru bei Arzachena, Gigantengrab (SS)
- Moseddu bei Cheremule, Domus de Janas (SS)
- Motorra bei Dorgali, Dolmen (NU)
- Muraguada bei Bauladu, Gigantengrab (OR)
- Noddule bei Orune, Nuraghe, Brunnenheiligtum (NU)
- Noeddale bei Ossi, Domus de Janas (SS)
- Nolza bei Meana Sardo, Nuraghensiedlung (NU)
- Nora bei Pula, Nuraghensiedlung (Provinz Sud Sardegna)
- Nuraddeo bei Suni, Nuraghe (SS)
- Oes bei Giave, Nuraghe (SS)
- Orgono bei Ghilarza, Nuraghe (OR)
- Orolo bei Bortigali, Nuraghe (NU)
- Gigantengrab von Oridda bei Sennori, Gigantengrab (SS)
- Gigantengrab von Osono bei Triei, Gigantengrab (OG)
- Othoca in Santa Giusta, punische Stadt (OR)
- Paddeu bei Cossoine, Gigantengrab (SS)
- Paesanu bei Ossi, Domus de Janas (SS)
- Palatu bei Birori, Gigantengrab (NU)
- Palmavera bei Alghero, Großnuraghe (SS)
- Pani Loriga bei Santadi, punische Siedlung (Provinz Sud Sardegna)
- Nekropole von Partulesi bei Ittireddu, Domus de Janas (SS)
- Pascareddha bei Calangianus, Gigantengrab (SS)
- Pedras Doladas bei Scano di Montiferro, Gigantengrab (OR)
- Perdas Longas bei Guspini, Menhire (Provinz Sud Sardegna)
- Nekropole von Pedras Serradas bei Florinas, Domus de Janas (SS)
- Pedra de Lughia Rajosa bei Alà dei Sardi, Dolmen und Menhir (SS)
- Perda Longa bei Bari Sardo, Menhir (OG)
- Perdu Pes bei Paulilatino, Gigantengrab und Baityloi (OR)
- Peppe Gallu bei Uri, Protonuraghe (SS)
- Pesciarzos bei Cargeghe, Domus de Janas (SS)
- Pirosu bei Santadi, Kulthöhle (Provinz Sud Sardegna)
- Ponte bei Dualchi, Nuraghe (NU)
- Ponte Secco bei Porto Torres, Domus de Janas (SS)
- Pradu Su Chiai (oder Marruscu) bei Villagrande Strisaili, Gigantengrab (NU)
- Pranu Narbonis bei San Vito, Domus de Janas  (Provinz Sud Sardegna)
- Pranu Muteddu bei Goni, Menhire, Dolmen, (Provinz Sud Sardegna)
- Gigantengrab von Preda Longa ’e figu bei Borore, Gigantengrab (OR)
- Predio Canopoli in Perfugas, Brunnenheiligtum (SS)
- Prunaiola bei Torralba, Dolmen (SS)
- Prunittu bei Sorradile, Domus de Janas (OR)
- Punta Unossi bei Florinas, Nuraghensiedlung (SS)
- Puntanarcu bei Sedilo, Brunnenheiligtum (OR)
- Puttu Codinu bei Villanova Monteleone, Domus de Janas (SS)
- Roccia dell’Elefante bei Castelsardo, Domus de Janas (SS)
- Nuraghe Rumanedda bei Sassari, Nuraghe (SS)
- Runara bei Ittiri, Dolmen (SS)
- S’Arena bei Urzulei, Gigantengräber (NU)
- S’Adde e Asile bei Ossi, Domus de Janas (SS)
- S’acqua ’e is dolus bei Settimo San Pietro, Domus de Janas (Provinz Sud Sardegna)
- S’altare de Santu Istèvene bei Oschiri, Felsaltar (SS)
- S’Arcu e is Forros bei Villanova, Nuraghische Siedlung mit Megarontempel (OG)
- S’Elighe Entosu bei Usini, Domus de Janas (SS)
- S’Ena ’e Thomes bei Dorgali, Gigantengrab (NU)
- S’Ena ’e sa Vacca bei Olzai, Dolmen (NU)
- S’Iscia ’e Sas Piras bei Usini, Domus de Janas (SS)
- S’Isterridolzu bei Ossi, Domus de Janas (SS)
- S’Ortali ’e su Monti bei Tortoli, Gigantengrab, Nuraghe, Steinreihe (NU)
- S’Ulivera bei Dualchi, Nuraghe (NU)
- S’Urachi bei San Vero Milis, Nuraghensiedlung (Provinz Oristano)
- S’Urbale bei Teti, Nuraghensiedlung (NU)
- Sa Carcaredda bei Villagrande Strisaili, Gigantengrab, Megarontempel (OG)
- Sa Coveccada bei Mores, Dolmen (SS)
- Sa Domu ’e s’Orku, bei Sarroch, Nuraghe (Provinz Sud Sardegna)
- Sa Domu ’e s’Orcu, bei Siddi, Gigantengrab (Provinz Sud Sardegna)
- Sa Figu bei Ittiri, Domus de Janas (SS)
- Sa Fogaia bei Siddi, Nuraghe (Provinz Sud Sardegna)
- Sa Jua bei Aidomaggiore, Nuraghe (OR)
- Sa Linnarta bei Orosei, Brunnenheiligtum (NU)
- Sa Mandra ’e Sa Giua bei Ossi, Nuraghensiedlung (SS)
- Sa Mandra Manna bei Tula Hypogäum (SS)
- Sa Mitza de Su Nieddinu bei Guspini, Brunnenheiligtum (Provinz Sud Sardegna)
- Sa Mura de Nuracale bei Scano di Montiferro, Nuraghe  (OR)
- Sa Perda ’e S’Altare bei Birori, Gigantengrab (NU)
- Sa Perda Longa bei Bari Sardo, Menhire (NU)
- Sa Pedra Longa bei Uri, Gigantengrab (SS)
- Sa Pedra Covacadda bei Torralba, Gigantengrab (SS)
- Sa Perda Pinta und Stele di Garaunele bei Mamoiada, Menhire (NU)
- Sa Rocca und Su Lampu bei Florinas, Domus de Janas (SS)
- Sa Sedda ’e Sos Carros bei Oliena, Nuraghensiedlung (NU)
- Sa Senepida bei Orgosolo, Gigantengrab (NU)
- Sa Testa bei Olbi, Brunnenheiligtum (SS)
- Sa Turricula bei Muros, Siedlung, Nuraghen (SS)
- San Cosimo bei Gonosfanadiga, Gigantengrab (Provinz Sud Sardegna)
- San Michele Urrui bei Fonni, Menhire (NU)
- Nuraghe San Pietro bei Torpè, Nuraghe (NU)
- San Salvatore bei Cabras, Brunnenheiligtum (OR)
- San Salvatore bei Gonnosnò, Brunnenheiligtum (OR)
- Sant’Andrea bei Berchidda, Dolmen (SS)
- Sant’ Andria Priu bei Bonorva, Domus de Janas (SS)
- Sant’Antioco phönizisch-punischer Tofet (Provinz Sud Sardegna)
- Sant’Iroxi bei Decimoputzu Domus de Janas (Provinz Sud Sardegna)
- Santa Anastasia bei Sardara, Brunnenheiligtum (Provinz Sud Sardegna)
- Santa Caterina in Uri, Nuraghensiedlung (SS)
- Santa Caterina di Pittinuri, Baityloi (OR)
- Santa Sarbana bei Silanus, Nuraghe und frühchristliche Kirche (NU)
- Santa Cristina bei Paulilatino, Brunnenheiligtum (OR)
- Santa Vittoria bei Serri, Brunnenheiligtum (Provinz Sud Sardegna)
- Santu Antine bei Torralba, Großnuraghe (SS)
- Santu Bainzu bei Borore, Gigantengrab (NU)
- Santu Sciori bei Pabillonis, Nuraghe (Provinz Sud Sardegna)
- Sajacciu bei Palau, Gigantengrab (SS)
- Santu Pedru bei Olmedo, Domus de Janas (SS)
- Sarbogadas bei Birori, Dolmen (NU)
- Sas Arzolas de Goi bei Nughedu Santa Vittoria, Domus de Janas (OR)
- Sas Concas bei Oniferi, Domus de Janas (NU)
- Sas Puntas bei Tissi Domus de Janas (SS)
- Saurecci bei Guspini, Nuraghenfestung
- Scalas bei Muravera, Protunuraghe (Provinz Sud Sardegna)
- Sedda sa Caudeba bei Collinas, Gigantengräber (Provinz Sud Sardegna)
- Nekropole von Sedini bei Sassari, Domus de Janas (SS)
- Parco Archeologico di Selene bei Lanusei, Gigantengräber und Nuraghensiedlung (OG)
- Seneghe bei Suni, Protonuraghe (OR)
- Nuraghe Serbissi bei Osini,(OG )
- Serra Maverru bei Gonnesa Domus de Janas (Provinz Sud Sardegna)
- Serra Niedda bei Sorso, Brunnenheiligtum (SS)
- Serra Orrios bei Dorgali, Nuraghensiedlung mit Megarontempel (NU)
- Seruci bei Gonnesa, Nuraghenkomplex (Provinz Sud Sardegna)
- Sos Furrighesos bei Anela, Domus de Janas (SS)
- Sos Laccheddos bei Osilo, Domus de Janas (SS)
- Sos Molimentos bei Benetutti, Domus de Janas (SS)
- Sos Nurattolos bei Buddusò, Brunnenheiligtum und Megarontempel (SS)
- Su Cherchizzu bei Silanus, Brunnenheiligtum (NU)
- Su Crastu Covaccadu bei Torralba, Dolmen (SS)
- Su Crucifissu Mannu bei Porto Torres, Domus de Janas (SS)
- Su Carralzu bei Florinas, Domus de Janas (SS)
- Su Crastu de Santu Eliseu bei Mores, Domus de Janas (SS)
- Su Edrosu bei Tamuli, Dolmen (NU)
- Su Lumarzu bei Bonorva, Brunnentempel (SS)
- Su Monte de s’Ape bei Olbia, Gigantengrab (SS)
- Su Niu de su Crobu bei Sant’Antioco Gigantengrab (Provinz Sud Sardegna)
- Su Mulinu bei Villanovafranca, Nuraghe (Provinz Sud Sardegna)
- Nekropole von Su Murrone bei Chiaramonti, Domus de Janas (SS)
- Su Notante bei Irgoli, Brunnentempel (NU)
- Su Nuraxi bei Barumini, Großnuraghe (Provinz Sud Sardegna)
- Su Nuraxi de Baccu Idda, bei Domus de Maria, Nuraghe (Provinz Sud Sardegna)
- Su Olosti bei Orgosolo, Brunnen (NU)
- Su Para e sa Mongia bei Sant’Antioco, Menhirpaar (Provinz Sud Sardegna)
- Su Pranu bei Abbasanta, Gigantengrab (OR)
- Su Picante bei Siniscola, Gigantengrab (NU)
- Su Putzu bei Orroli, Nuraghesiedlung und Brunnenheiligtum (Provinz Sud Sardegna)
- Su cuaddu 'e Nixias bei Lunamatrona, Gigantengrab (Provinz Sud Sardegna)
- Su Romanzesu bei Bitti, Nuraghensiedlung und Brunnenheiligtum (NU)
- Su Tempiesu bei Orune, Brunnentempel (NU)
- Taccu ’e Ticci bei Seulo, Gigantengrab (Provinz Sud Sardegna)
- Talei bei Sorgono, Protonuraghe (NU)
- Tamuli bei Macomer, Gigantengräber und Baityloi (NU)
- Tana di Lu Mazzoni bei Stintino Domus de Janas (SS)
- Tanca Manna in Nuoro, Nuraghe (NU)
- Tharros bei Cabras, punische Siedlung (OR)
- Tiscali bei Oliena, nuraghische Siedlung (NU)
- Tittiriola bei Bolotana, Nuraghe (NU)
- Troculu bei Villagrande Strisaili, Gigantengrab (OG))
- Tuvixeddu bei Cagliari, punische Nekropole (Provinz Sud Sardegna)

- Legende: NU – Provinz Nuoro, OR – Provinz Oristano, SS – Provinz Sassari, OG-Provinz Ogliastra